# Lobeza dentilinea
Lobeza dentilinea är en fjärilsart som beskrevs av William Schaus 1901. Lobeza dentilinea ingår i släktet Lobeza och familjen tandspinnare. Inga underarter finns listade i Catalogue of Life.